# Claude Jade
Claude Jade, ursprungligen Claude Marcelle Jorré, född 8 oktober 1948 i Dijon, Bourgogne, död 1 december 2006 i Boulogne-Billancourt, Île-de-France, var en fransk skådespelare.

## Biografi

François Truffaut och Claude Jade på premiären av deras tredje gemensamma film Kärlek på flykt, 1979

Claude Jade tillbringade tre år på Conservatoire d'Art Dramatique i Dijon. Därefter flyttade hon till Paris, och arbetade på teatern Edouard VII. För att fördriva tiden var hon med i Sacha Pitoëffs produktion av Henri IV på Théâtre Moderne, och blev då upptäckt av François Truffaut. Truffaut tilldelade henne rollen som Christine Darbon, flickvännen till hans alter-ego Antoine Doinel i Stulna kyssar (1968). Denna filmdebut ledde till att Claude Jade uppmärksammades internationellt.
1969 gav Alfred Hitchcock henne rollen som agentdottern Michèle Picard i Topaz (1969), och hon fortsatte vidare sin internationella karriär i de ryska filmerna Lenin i Paris (1981), Teheran 43: Spy Ring (1981), den japanska Kita No Misaki, den belgiska Home Sweet Home, den tyska Rendez-vous i Paris och italienska Una spirale di nebbia.

I Frankrike repriserade hon rollen som Christine från Stulna kyssar i filmerna Älskar – älskar inte (1970) och Kärlek på flykt (1979). Hon spelade även Manette i Min onkel Benjamin (1969), Françoise i Prêtres interdits (1973) och den samvetslöse Eleanore i Båtbygget (1971).
Claude Jade fortsatte också att medverka i olika TV-produktioner. Hon hade en populär roll som Véronique d'Hergemont, hjältinna i miniserien L'île aux trente cercueils, 1979.
Claude Jades många bidrag till den franska kulturen erkändes 1998, då hon tilldelades Hederslegionen i klassen chevalier. År 2000 fick hon motta "New Wave Award" på filmfestivalen i Palm Beach.

## Filmografi i urval
- 1968 – Stulna kyssar
- 1969 – Min onkel Benjamin
- 1969 – Topaz
- 1970 – Älskar – älskar inte
- 1971 – Båtbygget

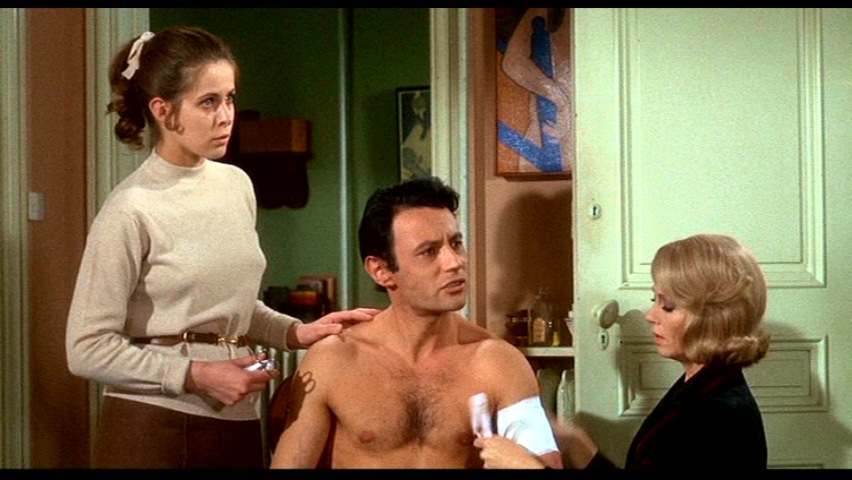
Claude Jade, Michel Subor och Dany Robin i Topaz (1969).

- 1973 – Les feux de la Chandeleur
- 1973 – Home Sweet Home
- 1973 – Förbjudna präster
- 1973 – Le malin plaisir
- 1973 – Le choix
- 1973 – Una spirale di nebbia
- 1978 – Le Pion
- 1979 – Kärlek på flykt
- 1979 – L'Île aux trente cercueils (TV-serie)
- 1981 – Teheran 43
- 1981 – Lenin i Paris
- 1982 – Lise och Laura
- 1982 – Rendezvous i Paris
- 1984 – En liten flicka i solrosorna
- 1987 – Mannen som inte var där
- 1990 – Le radeau de la Méduse
- 1992 – Tableau d'honneur
- 1994 – Bonsoir
- 1995 – Porté disparu
- 1998–2000 – Cap des Pins (TV-serie)
- 2006 – Célimène och kardinalen